# София Ротару
Софи́я Рота́ру (на украински: Софія Михайлівна Євдокименко-Ротару; на руски: Софи́я Миха́йловна Евдоки́менко-Рота́ру; на молдовски: Sofia Rotaru), фамилия по рождение Ротар (Ротарь), фамилия по съпруг Евдокименко, е украинска и съветска певица (поп, рок, диско) и киноактриса.
Родена е в село Маршинци, Новоселицки район, Черновицка област, Украинска ССР, СССР в семейство на молдовани. Известна е с дълбокия си лиричен глас и широкото си международно признание. В репертоара ѝ влизат над 500 песни на много езици, включително и на български. Получава 1-ва награда с песента „Мой град“ („Мой город“) и на български „Птица“ на Тончо Русев и Дамян Дамянов на „Златният Орфей“ през 1973 г.

## Дискография
- 1972: София Ротару
- 1972: Поёт София Ротару
- 1972: Червона Рута
- 1973: Поёт София Ротару
- 1973: Баллада о скрипках
- 1974: София Ротару
- 1975: София Ротару поёт
- 1977: София Ротару 1977
- 1978: София Ротару
- 1980: Только тебе
- 1981: София Ротару
- 1981: Песни из кинофильма „Где ты, любовь?“
- 1981: София Ротару и „Червона Рута“ (двойной альбом)
- 1982: София Ротару 1982
- 1985: Нежная мелодия
- 1987: Монолог о любви
- 1987: Lavanda
- 1988: Золотое сердце
- 1990: София Ротару
- 1991: Караван любви
- 1991: Романтика
- 1993: Караван любви (альбом)
- 1993: Лаванда (альбом)
- 1995: Золотые песни 1985/95
- 1995: Хуторянка
- 1996: Ночь любви (альбом)
- 1996: Червона Рута 1996
- 1998: Люби меня
- 2002: Я тебя по-прежнему люблю
- 2002: Снежная Королева
- 2003: Единому
- 2004: Течёт вода (на укр. языке)
- 2004: Небо – это Я
- 2004: Лаванда, Хуторянка
- 2005: Я же его любила
- 2007: Какая на сердце погода
- 2007: Туман
- 2007: Сердце ты моё
- 2008: Я – твоя любовь
- 2010: Я не оглянусь
- 2012: И кто посмеет

## Признание
Почетни звания
- 1973: „Заслужил артист на Украинската ССР“
- 1976: „Народен артист на Украинската ССР“
- 1983: „Народен артист на Молдавската ССР“
- 1988: „Народен артист на СССР“
- 1994: „Почетен гражданин на град Ялта“[4]
- 1997: „Почетен гражданин на АР Крим“
- 1998: „Почетен гражданин на град Черновци“
- 2002: „Герой на Украйна“ (с Орден на Държавата)[5]
- 2013: „Почетен гражданин на град Кишинев“[6]

Други награди
- 1978: Премия на Ленинския комсомол (СССР)
- 1980: орден „Почетен знак“ („Знак Почёта“)[7] (СССР)
- 1985: орден „Дружба между народите“ (СССР)
- 1996: Почетен знак за отличие на президента на Украйна[8]
- 1997: Орден на Републиката[9] (Молдова)
- 1999: орден „Княгиня Олга“ III степен[10] (Украйна)
- 2002: орден „Княгиня Олга“ I степен[11] (Украйна)
- 2002: Орден на Държавата[5] (Украйна)
- 2002: Почетен орден („Орден Почёта“)[12] (Русия)
- 2007: орден За заслуги» II степен[13][14] (Украйна)